# Кунстхалле

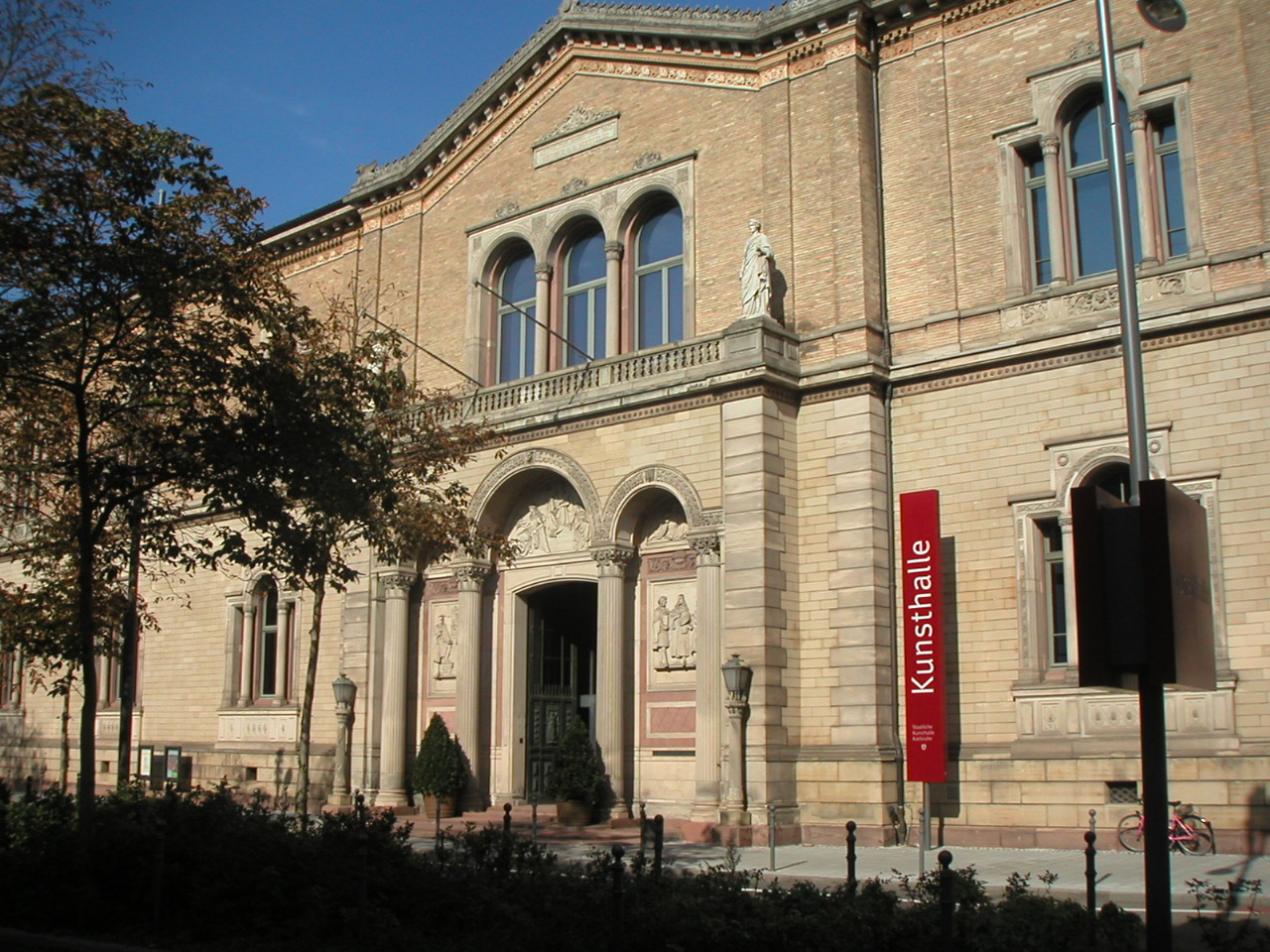
Здание Кунстхалле в Карлсруэ

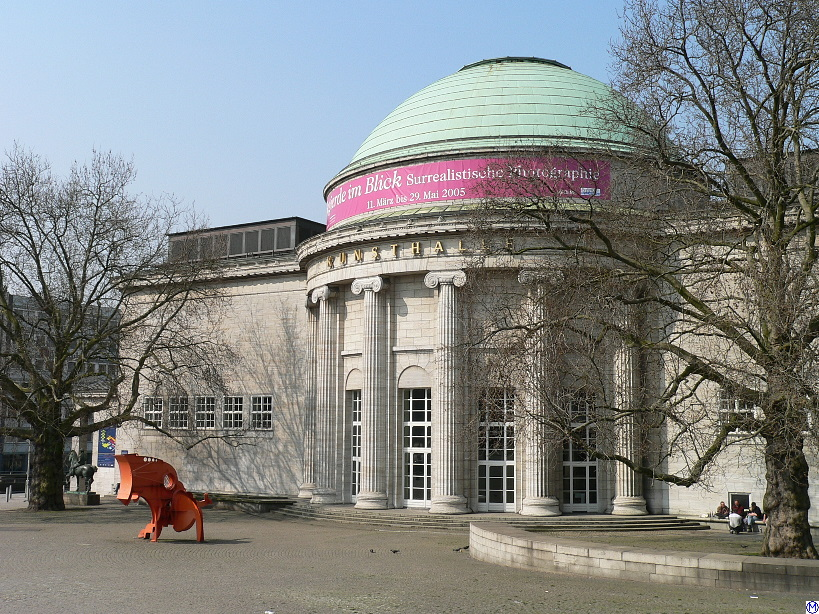
Здание Кунстхалле в Гамбурге

Ку́нстхалле (нем. Kunsthalle — «выставочный зал») — название, закрепившееся за некоторыми художественными музеями преимущественно на территории Германии, но также и других немецкоязычных стран. Первоначальное значение «Кунстхалле» в немецком языке — «выставочный зал, не располагающий собственными фондами», однако некоторые Кунстхалле являются музеями и располагают весьма известными собственными коллекциями.

## Наиболее известные музеи Кунстхалле
В Австрии:
- Кунстхалле (Вена)

В Германии:
- Кунстхалле в Бремене
- Гамбургский кунстхалле
- Кунстхалле (Карлсруэ)
- Кунстхалле в Касселе
- Кунстхалле Эмдена

В Швейцарии:
- Кунстхалле (Берн)